# Anna Trastámara d'Aragona
Anna Trastámara d'Aragona (Segorbe, 1544 circa – Rivarolo Mantovano, agosto 1567) è stata una nobile spagnola.

## Biografia
Era figlia di Alfonso di Trastámara (1489-1562) del ramo cadetto dei d'Aragona, secondo duca di Segorbe e Viceré di Valencia e di Giovanna III di Cardona (1499-1564), duchessa di Cardona.
L'8 maggio 1564 sposò presso la corte di Filippo II di Spagna il conte, poi marchese e duca di Sabbioneta Vespasiano Gonzaga.
La morte di Anna rimane avvolta nel tragico mistero: Vespasiano, geloso della moglie, la fece rinchiudere nel castello di Rivarolo, dove morì di stenti nel 1567.

## Discendenza
Vespasiano e Anna ebbero tre figli:
- Giulia (1565 – 1565);
- Isabella (1565 – 1637), erede universale del padre Vespasiano;
- Luigi (1566 – 1580). Con lui si estinse il ramo dei “Gonzaga di Sabbioneta”.

## Ascendenza
|                                           |                                            |                                             | Genitori                                    |  |  | Nonni |  |  | Bisnonni                         |  |  | Trisnonni            |  |
|                                           |                                            |                                             |                                             |  |  |       |  |  | Enrique de Aragón y Alburquerque |  |  | Fernando I de Aragón |  |
|                                           |                                            |                                             |                                             |  |  |       |  |  | Enrique de Aragón y Alburquerque |  |  | Fernando I de Aragón |  |
|                                           |                                            | Leonor de Alburquerque                      |                                             |  |  |       |  |  | Enrique de Aragón y Alburquerque |  |  |                      |  |
| Enrique de Aragón y Pimentel              |                                            |                                             |                                             |  |  |       |  |  | Enrique de Aragón y Alburquerque |  |  |                      |  |
|                                           |                                            | Beatriz Pimentel y Enríquez                 | Rodrigo Alonso Pimentel y Téllez de Meneses |  |  |       |  |  |                                  |  |  |                      |  |
|                                           |                                            | Beatriz Pimentel y Enríquez                 | Rodrigo Alonso Pimentel y Téllez de Meneses |  |  |       |  |  |                                  |  |  |                      |  |
|                                           |                                            | Beatriz Pimentel y Enríquez                 | Leonor Enríquez de Mendoza                  |  |  |       |  |  |                                  |  |  |                      |  |
| Alfonso de Aragón y Bragança              |                                            | Beatriz Pimentel y Enríquez                 |                                             |  |  |       |  |  |                                  |  |  |                      |  |
|                                           |                                            | Alfonso de Bragança y Castro                | Fernando I de Bragança y Pereira            |  |  |       |  |  |                                  |  |  |                      |  |
|                                           |                                            | Alfonso de Bragança y Castro                | Fernando I de Bragança y Pereira            |  |  |       |  |  |                                  |  |  |                      |  |
|                                           |                                            | Alfonso de Bragança y Castro                | Juana de Castro                             |  |  |       |  |  |                                  |  |  |                      |  |
| Guiomar Castro de Bragança y de Noronha   |                                            | Alfonso de Bragança y Castro                |                                             |  |  |       |  |  |                                  |  |  |                      |  |
|                                           |                                            | María de Noronha y Sousa                    | Sancho de Noronha                           |  |  |       |  |  |                                  |  |  |                      |  |
|                                           |                                            | María de Noronha y Sousa                    | Sancho de Noronha                           |  |  |       |  |  |                                  |  |  |                      |  |
|                                           |                                            | María de Noronha y Sousa                    | Mencía de Sousa y Ataíde                    |  |  |       |  |  |                                  |  |  |                      |  |
| Ana de Aragón y Cardona                   |                                            | María de Noronha y Sousa                    |                                             |  |  |       |  |  |                                  |  |  |                      |  |
|                                           | Juan Ramón Folch IV de Cardona y de Urgell | Juan Ramón Folch III de Cardona y de Prades |                                             |  |  |       |  |  |                                  |  |  |                      |  |
|                                           | Juan Ramón Folch IV de Cardona y de Urgell | Juan Ramón Folch III de Cardona y de Prades |                                             |  |  |       |  |  |                                  |  |  |                      |  |
|                                           | Juan Ramón Folch IV de Cardona y de Urgell | Juana de Urgel                              |                                             |  |  |       |  |  |                                  |  |  |                      |  |
| Ferdinando I Folch de Cardona y Enríquez  | Juan Ramón Folch IV de Cardona y de Urgell |                                             |                                             |  |  |       |  |  |                                  |  |  |                      |  |
|                                           |                                            | Aldonza Enríquez y Quiñones                 | Fadrique Enríquez de Mendoza                |  |  |       |  |  |                                  |  |  |                      |  |
|                                           |                                            | Aldonza Enríquez y Quiñones                 | Fadrique Enríquez de Mendoza                |  |  |       |  |  |                                  |  |  |                      |  |
|                                           |                                            | Aldonza Enríquez y Quiñones                 | Teresa Fernández de Quiñones                |  |  |       |  |  |                                  |  |  |                      |  |
| Juana Folch de Cardona y Manrique de Lara |                                            | Aldonza Enríquez y Quiñones                 |                                             |  |  |       |  |  |                                  |  |  |                      |  |
|                                           |                                            | Pedro Manrique de Lara y Sandoval           | Diego Gomez Manrique de Lara y Castilla     |  |  |       |  |  |                                  |  |  |                      |  |
|                                           |                                            | Pedro Manrique de Lara y Sandoval           | Diego Gomez Manrique de Lara y Castilla     |  |  |       |  |  |                                  |  |  |                      |  |
|                                           |                                            | Pedro Manrique de Lara y Sandoval           | Maria de Sandoval y Avellaneda              |  |  |       |  |  |                                  |  |  |                      |  |
| Francisca Manrique de Lara                |                                            | Pedro Manrique de Lara y Sandoval           |                                             |  |  |       |  |  |                                  |  |  |                      |  |
|                                           |                                            | Guiomar de Acunha e Castro                  | Álvaro Pires de Castro                      |  |  |       |  |  |                                  |  |  |                      |  |
|                                           |                                            | Guiomar de Acunha e Castro                  | Álvaro Pires de Castro                      |  |  |       |  |  |                                  |  |  |                      |  |
|                                           |                                            | Guiomar de Acunha e Castro                  | Isabel da Cunha de Avis                     |  |  |       |  |  |                                  |  |  |                      |  |
|                                           |                                            | Guiomar de Acunha e Castro                  |                                             |  |  |       |  |  |                                  |  |  |                      |  |